# HARU
HARU（ハル、1980年11月20日 - ）は、福岡県を拠点に活動する日本のディスクジョッキー、ローカルタレント。

## 人物
熊本県生まれ、福岡県大野城市育ち、血液型はO型。九州産業大学出身。
2007年以前より、FM 福岡で活動。近年はRKBラジオや、テレビ、イベントのMC等でも活動している。
FM福岡で放送されていた「HKT48のベイビィ〜★ラジオ(仮)」ではキャッチフレーズが存在しており「よくシラけさせるけど心はオトメン系アイドル、32歳、HARUっぺです（かっこかりー）」であった。
妻は、ローカルタレントの西本美恵子である。

## 出演

### テレビ

#### RKBテレビ
- 今日感テレビ（2007年1月 - ）毎週月曜日、火曜日、水曜日、金曜日
- 今日感テレビ日曜版（2014年10月 - ）毎週日曜日 14:20-15:24
- まちプリ（MC）
- 日曜もシエスタ

#### KKBテレビ（鹿児島）
- ぷらナビ+毎週土曜日

#### TVQ九州放送
- ちょっと北九見つけてきました！（2023年4月1日 - ）毎週土曜日 20:54-21:00

### ラジオ

#### FM福岡
- HKT48のベイビィ〜★ラジオ(仮)(2012年4月 - 2013年3月) 毎週木曜日 21:00-21:30
- あるあるCity ドリーム☆レディオ（2013年4月25日 - ）毎週水曜日　20:00-20:25
- Hyper Night Program GOW!!（2009年10月 - 2017年3月）毎週木曜日 16:00-20:00

#### RKBラジオ
- HARUのハッピーマニア

### CM
- 薬用育毛剤ニューモ（ファーマフーズ）
- 薬用美白オールインワンRANRICH宝石ジェル（健康家族 (通信販売)）